# Antonio Miguel Díaz
Pour les articles homonymes, voir Antonio Díaz et Diaz.
Antonio Miguel Díaz Rodríguez, né le 24 août 1968 à Alhendin, est un ancien coureur cycliste espagnol.

## Biographie
En 1986, il remporte le titre de Champion d'Espagne chez les juniors (17-18 ans).
Professionnel de 1990 à 1996, il remporta notamment la 18e étape du Tour d'Espagne 1991. 

## Palmarès

### Palmarès amateur
- 1986
  -  Champion d'Espagne sur route juniors
- 1989
  - Mémorial Valenciaga

### Palmarès professionnel
- 1990
  - 3e du Mémorial Manuel Galera
- 1991
  - 18e étape du Tour d'Espagne
- 1993
  - 6e étape du Tour du Portugal

## Résultats sur les grands tours

### Tour de France
1 participation
- 1990 : 138e

### Tour d'Espagne
4 participations
- 1991 : 78e, vainqueur de la 18e étape
- 1992 : 67e
- 1993 : 41e
- 1994 : 81e

### Tour d'Italie
1 participation
- 1995 : abandon